# Тараньжин Олександр Миколайович
Олександр Миколайович Тараньжин (рос. Александр Николаевич Тараньжин; нар. 28 серпня 1962, Свердловськ, РРСФР, СРСР) — радянський та російський актор театру та кіно, Заслужений діяч мистецтв Російської Федерації (1996).

## Життєпис
Олександр Тараньжин народився 28 серпня 1962 року.
У 1991 році закінчив Свердловський театральний інститут (курс Наталії Віталіївни Мильченко). З 1998 року працює в Московському театрі юного глядача (МТЮГ).
Активно зніматися у кіно почав на початку 2000-х років. Найбільш відомий за фільмами «Пригоди нотаріуса Неглінцева», «Ще не вечір». Також виконує ролі в комедійному скетчкому «Анекдоти».

## Театр
Московський театр юного глядача
- Тапер — «Незвичайні пригоди Т.С. і Г.Ф. за Марком Твеном»
- Доктор Лікуйбіль, стражник, пірат — «Олов'яні кільця»
- Єпіходов — «Іванов та інші»
- Вяземський — «Пушкін.Дуель.Смерть»
- Страфорель — «Романтики»
- Мейг'ю — «Свідок звинувачення»
- Пан курортний — «Дама з песиком»
- Горожанин — «Щасливий принц»
- Людина, цілком вільний — «Безглузда поема»
- Труффальдіно — «Зелена пташка»
- Зіновій Борисович — «Леді Макбет нашого повіту»
- Артист погорілого театру — «Дорогою в ...»
- Утробін Іларіон Степанович — «Лисий Амур»

Смоленський драматичний театр
- Сатана — «Дон Жуан» реж. Войтулевич (1993)
- Гільденстерн — «Розенкранц і Гільденстерн» реж. Войтулевич (1994)

## Фільмографія
- 2017 — «Сплячі» — Ружейніков
- 2015 — «Пенсільванія» — Василь Олександрович Воїнов, полковник РВВС
- 2015 — «Пасічник-2» — Єгор Іванович, голова Служби безпеки
- 2014 — «Слава» — Олександр Максимович
- 2014 — «Дубровський» — капітан ОМОНу
- 2013 — «Чужий» — Лев Водяний, полковник
- 2013 — «Вчитель у законі. Повернення» — Олександр Гаврилов
- 2012-2014 — «А у нас у дворі ...» — Олександр Васильович, генерал
- 2012 — «Право на правду» — Віктор Маркушин
- 2012 — «На прицілі» — Броніслав
- 2012 — «Метро» — начальник МНС по Москві, генерал-лейтенант
- 2012 — «Метод Фрейда» — друг Івлєва
- 2012 — «Лісник» — Валерій Спірідонов
- 2012 — «Братани-3» — Колесніков
- 2011 — «Господиня моєї долі» — сантехнік
- 2011 — «Розплата» — Воробйов
- 2011 — «Поцілунок в голову» — Юрій Романенко, слідчий, полковник
- 2009 — «Наказано знищити. Операція „Китайська скринька”» — Ернст Кальтенбруннер
- 2009 — «Крем» — Євген
- 2009 — «З життя капітана Черняєва» — Гальперін
- 2009 — «Ще не вечір» — Ігор Савенков, головна роль
- 2009 — «Дикий» — Чевичєв, директор ювелірної фабрики
- 2008 — «Вольф Мессінґ: Той, хто бачив крізь час» — епізод
- 2008 — «Терміново в номер-2» — Корнілов, капітан міліції
- 2008 — «Російська жертва» (документальний) — епізод
- 2008 — «Пригоди нотаріуса Неглінцева» — Сухарєв
- 2008 — «Мент в законі-1» — Корабльов
- 2008 — «Червоне на білому» — Свиридов
- 2008 — «Капкан для кілера» — Сергій Вахрутін
- 2007 — «Справа честі» — Улін
- 2007 — «Адвокат-4» — Анатолій Вікторович Анісімов
- 2006 — «Золота теща» — Воробйов
- 2005 — «Зона» — капітан Юрій Багров, головна роль
- 2004 — «Далекобійники-2» — лейтенант міліції
- 2003 — «Саша + Маша» — Мітя
- 2003 — «Next-3» — засуджений
- 2001 — «Громадянин начальник»
- 1990 — «Сафарі-6» — Вад